# ラブ・イン・キルネリー
『ラブ・イン・キルネリー』(原題：Love in Kilnerry)は、2021年のアメリカのロマンス・コメディ映画。
ダニエル・キースが脚本・製作・監督を務め、監督デビューを果たした作品。
主演は、キース、キャシー・サール、ロジャー・ヘンドリックス・サイモン、ジェームズ・パトリック・ネルソン、シビル・ラインズ、シーラ・スタサック、トニー・トライアノ。本作は、2019年10月18日にニューハンプシャー映画祭とサンディエゴ国際映画祭で同時にアメリカでプレミア上映された。その後、完成までにさらに2年間の編集と再撮影を行なった。
ニューハンプシャー州のキルネリーという架空の町を舞台に、環境保護庁から化学工場を強制的に変更すると性欲が飛躍的に高まると知らされた住民たちがパニックに陥るというストーリー。ラブ・イン・キルネリーとキースは高い評価を受けた。映画祭で45の賞と、脚本賞、監督賞、作品賞、俳優賞など、26のノミネートを獲得した。

## あらすじ
住民のほとんどが高齢者で、若者は大学への進学で出て行ってしまうため、活気のない辺境の小さな町キルネリーは苦境に立たされていた。
四半期ごとに開かれる町内会にEPAの代表が訪れ、化学工場が海を汚染して有毒な魚を生み出していることを告げると、P172と呼ばれる新しい必須プロセスを工場が適用しなければならないことを知る。
しかし、P172には一つだけ小さな副作用があった。P172を浴びた実験用ラットは、性欲が劇的に高まることがわかったのだ。住民はパニックに陥り、大混乱に陥ってしまう。壊滅的な乱交パーティー、公然わいせつ、神父は神に近づくためにヌーディストになり、老朽化した住人たちはダンス大会できわどいパフォーマンスを披露するなど、混乱と騒乱が続く中、保安官は秩序を保つために奮闘する。
保安官が皆をコントロールして町が変わらないようにしようと限界に達した頃、EPAが戻ってきて、ネズミが以前のフェロモン実験に使われていたことを発見したこと、P172には副作用がないことを知らせてくる。罪悪感に悩まされていた彼らは、コントロールできないと思うことで、心を開き、他人を受け入れ、警戒心を捨てて再び生き、恋に落ちることを学ぶ。保安官は自分の行動に直面し、町に謝罪する。住民は新たな人生を受け入れ、新たな運命を切り開いていく。

## キャスト
- ゲイリー・オライリー: ダニエル・キース - 町の保安官
- ネッサ・ウォード: キャシー・サール（英語: Kathy Searle） - コーギーなペーパーショップのオーナー
- ファーガル・オライリー: ロジャー・ヘンドリック・サイモン（英語: Roger Hendricks Simon） - 町の郵便配達人
- ウェスリー・オデル: ジェームズ・パトリック・ネルソン - 神父
- ラケッシュ・ニバヌプディ: デバルゴ・サンヤル - 環境保護庁の広報担当者
- ジェリー・ボイラン: トニー・トリアーノ - 町長、パブのオーナー
- エドナット・マクラフリン: シビル・ラインズ - 宗教上の理由で引きこもりの未亡人
- ブリジッド・ケリー: シーラ・スタサック - 町の噂話好きな雑貨屋の店主
- スティービー・ウォード: ジェレミー・フェルナンデス - ネッサの弟

## 生産と販売

### 経緯
『ラブ・イン・キルネリー』は、もともとキースが書いた、ドニゴール州の架空の町キルネリーを舞台にした劇だった。これは、ロイヤル・シェイクスピア・カンパニーの卒業生である（マリオン）シビル・ラインズ（エドナート・マクラフリン役）が彼に提示した課題だった。キースは、おばあさんを笑わせるような作品を書きたかった。コリン・フィルモアというペンネームを使ったのは、役者が作家に怯えずに素直に作品に取り組めるようにするためである。この作品は、2016年のほとんどの期間、ニューヨークのマンハッタン・シアター・クラブ・スタジオで観客の前でワークショプを行った。キャストが本当の作家が誰であるかを知ったのは、キースがこの物語を脚本として書き上げた2017年になってからだった。ダニエルは、東海岸を縦横無尽に旅して、何十もの小さな町を見て回り、ポーツマスの絵葉書を見つけた。この小さな海辺の町を訪れたダニエルは、自分の「キルネリー」を見つけたと思った。ダニエル、ロジャー・ヘンドリックス・サイモン、シビル・ラインズ、シーラ・スタサックは、2016年に演劇のワークショプを行った後、引き続き映画に参加した。キャシー・サール、トニー・トリアーノ、デバルゴ・サンヤル、ジェレミー・フェルナンデス、ジェームズ・パトリック・ネルソンが、『HOMELAND』のキンバリー・グラハムによりキャスティングされた。ダニエルは、この映画を劇場のような、物語のような雰囲気にしたいと考え、すべての劇場俳優に依頼した。また、全員が多くのトレーニングを受けており、自分のキャラクターを発見したり、脚本を分析したりするための台詞や方法を共有していた。

### 制作

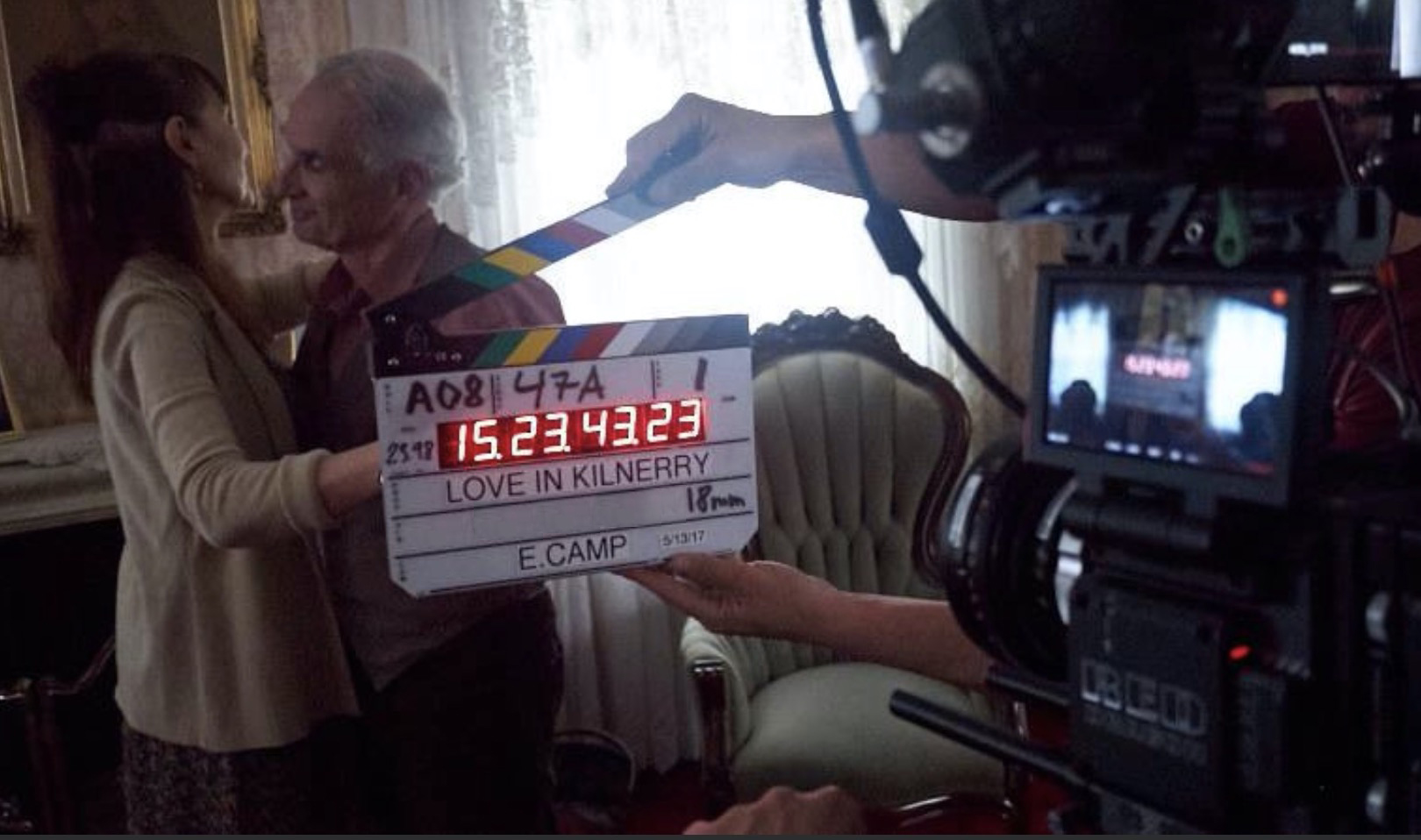
シビル・ラインズ（エドナット）とロジャー・ヘンドリックス・サイモン（ファーガル）)

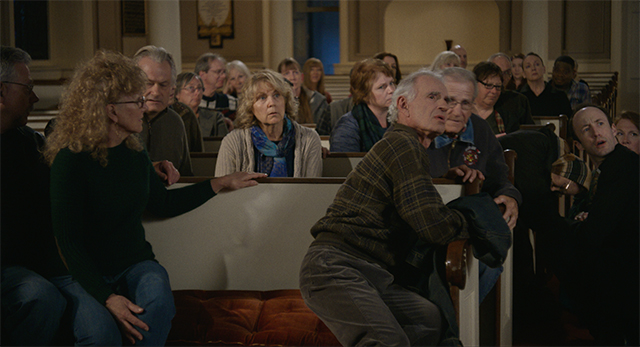
'ラブ・イン・キルネリー' スクリーンショット

ダニエルは、世界から切り離された物語のような町にしたいと考えていた。そこで、視覚効果アーティストのブライアン・デメッツ（『デッドプール』、『2012』）に依頼して、町の周りに山を作り、現代的なものを消し去った（ジーンズ、工事、タトゥー、iPhone、新車などは禁止）。エスタブリッシュメントショットとドローンショットは、最初に撮影されたものである。ポーツマスの住民の多くがキルネリーの住民となり、制作メンバーに食事を提供したり、ロケ地探しを手伝ったり、多くのメンバーを宿泊させたりもした。200人のキャストとスタッフが28カ所で撮影を行った。キースの映画をキャッチした『アイリッシュ・ポスト』紙は、2017年12月15日、アイルランドのコーク州にあるリングアスキディという町で、バイアグラを製造している地元のファイザー社の工場の煙で、男性や犬が性的に興奮して歩いていると住民が訴えているという記事を発表した。記事では『芸術が人生を模倣している』と主張していた。

### 編集・製作
ポストプロダクションは2018年中に及び、キースはロンドンのパインウッドスタジオでジョン・ウィルソン（『ダウントン・アビー』、『リトル・ダンサー』）に編集を依頼し、音楽はスコアコンポーザーのランディ・エデルマン（『ラスト・オブ・モヒカン』、『幸せになるための27のドレス』）が作曲と演奏を担当し、ビジュアルFXはブライアン・デメッツ（『デッドプール』、『2012』）が制作し、カンパニー3（『アリー/ スター誕生』、『スター・ウォーズ/スカイウォーカーの夜明け』）のアンドリュー・ギアリーが彩色を担当した。本作の初期編集版は、2019年中の映画祭でピアレビューとして観客に公開された。本作とそのクルー、俳優たちは、国際的に45の賞と26のノミネートを獲得した。タニア・フィッシャーは、「信じられないほどありえないシナリオに何とか関係している人々の深い感情に与えられる唯一の説明は、ダニエルが人間の恐怖と関係をゼロにする力と技術を持っているということだ」と書いている。 

### 封切り・流通

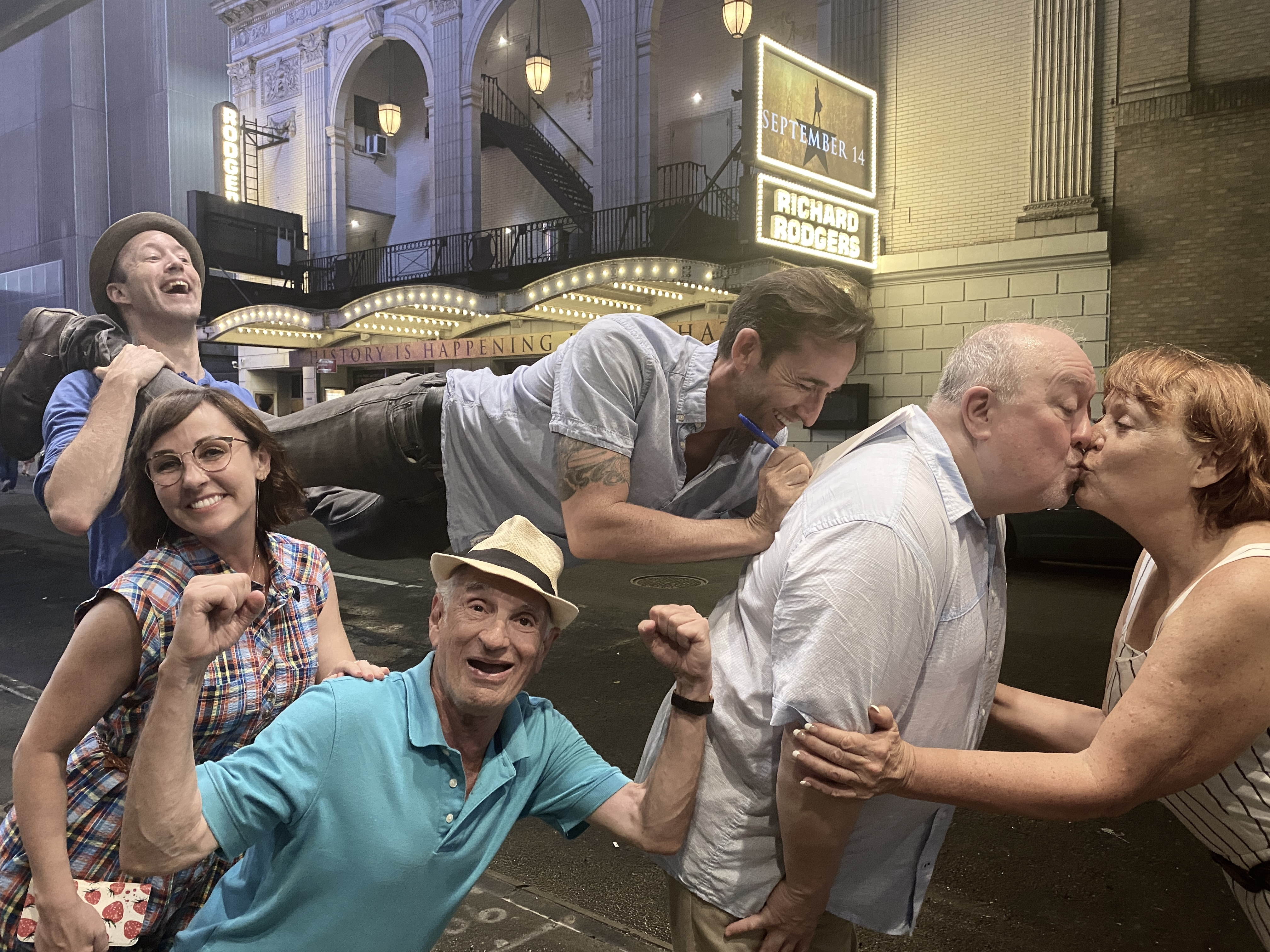
『ラブ・イン・キルネリー』のキャストがArchway Pictures社と北米での配給契約を締結。

COVID-19の世界的なパンデミックにより、2020年4月に業界がストップし、2021年7月になってから、ミューティニー・ピクチャーズが2022年初頭に全米での公開を目指して、北米での配給権を獲得した。

## 受賞歴

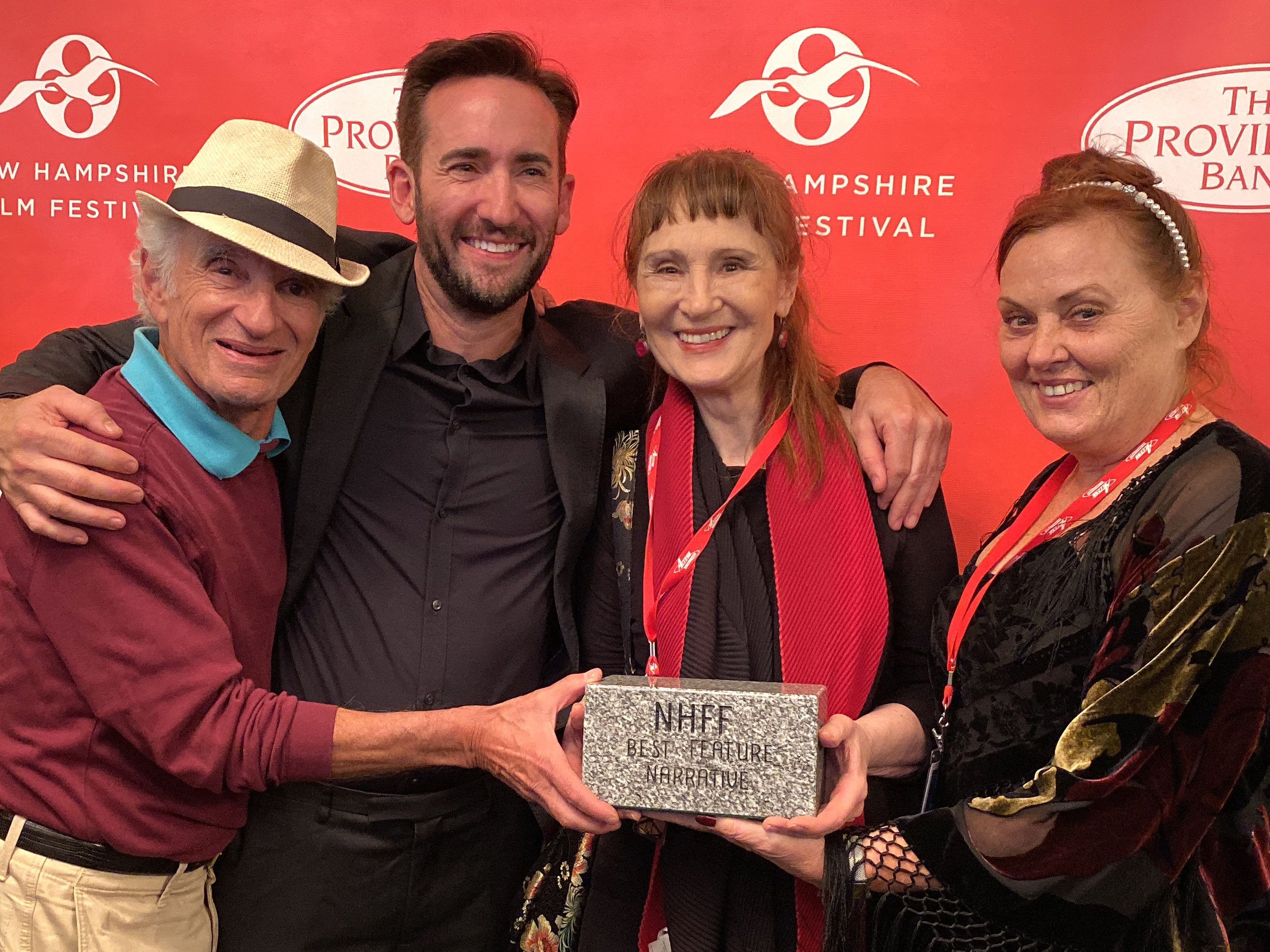
とロジャー・ヘンドリックス・サイモン, ダニエル・キース, シビル・ラインズ, シーラ・スタサック - ニューハンプシャー映画祭2019

| アワード                                     | 挙式日 | カテゴリー                                | 受賞者                               | 結果       | Ref.         |
| -------------------------------------------- | ------ | ----------------------------------------- | ------------------------------------ | ---------- | ------------ |
| ハリウッド脚本コンテスト                     | 2017   | 脚本賞                                    | ダニエル・キース                     | 受賞       |              |
| ソーホー国際映画祭                           | 2019   | オーディエンスアワード                    | Archway Pictures                     | ノミネート | [ 13 ]       |
| ソーホー国際映画祭                           | 2019   | 審査員大賞                                | Archway Pictures                     | ノミネート | [ 13 ]       |
| ニューハンプシャー・フィルム・フェスティバル | 2019   | 最優秀監督賞                              | Archway Pictures                     | 受賞       | [ 14 ] [ 2 ] |
| ニューハンプシャー・フィルム・フェスティバル | 2019   | オーディエンス・チョイス - ベストフィルム | Archway Pictures                     | ノミネート | [ 14 ] [ 2 ] |
| サンディエゴ国際映画祭                       | 2019   | 脚本賞                                    | ダニエル・キース                     | 受賞       | [ 15 ] [ 5 ] |
| サンディエゴ国際映画祭                       | 2019   | オーディエンスアワード                    | Archway Pictures                     | ノミネート | [ 15 ] [ 5 ] |
| サンディエゴ国際映画祭                       | 2019   | 初監督作品                                | ダニエル・キース                     | ノミネート | [ 15 ] [ 5 ] |
| サンディエゴ国際映画祭                       | 2019   | ベスト・コメディ                          | ダニエル・キース/ キャシー・サール   | ノミネート | [ 15 ] [ 5 ] |
| マドリード国際映画祭                         | 2019   | 最優秀監督賞                              | ダニエル・キース                     | ノミネート |              |
| マドリード国際映画祭                         | 2019   | ベスト・コメディ                          | Archway Pictures                     | ノミネート |              |
| マドリード国際映画祭                         | 2019   | 主演女優賞                                | キャシー・サール                     | 受賞       |              |
| マンハッタン映画祭                           | 2019   | ベスト・コメディ                          | Archway Pictures                     | 受賞       | [ 16 ]       |
| カルカッタ国際カルト映画祭                   | 2019   | 最優秀脚本賞 - ゴールデンフォックス賞     | ダニエル・キース                     | ノミネート |              |
| ジャージー・ショア・フィルム・フェスティバル | 2019   | 最優秀監督賞                              | ダニエル・キース                     | 受賞       |              |
| ジャージー・ショア・フィルム・フェスティバル | 2019   | 主演女優賞                                | キャシー・サール                     | 受賞       |              |
| 世界一周映画祭                               | 2020   | 最優秀監督賞                              | ダニエル・キース                     | ノミネート |              |
| 世界一周映画祭                               | 2020   | 最優秀撮影賞                              | エリック・キャンプ, ジョン・マーサー | ノミネート |              |
| 世界一周映画祭                               | 2020   | ベストフィルム                            | Archway Pictures                     | ノミネート |              |